# Paulina Holguin
Paulina Holguín García (Hermosillo, Sonora; 27 de mayo de 1991) es una cantante, actriz y conductora mexicana. Más conocida por ser conductora del programa Disney Planet, conductora del Zapping Zone y protagonista de Highway para Disney Channel Latinoamérica.

## Biografía
Es hija de Martín Holguín y Malena García. Tiene un hermano mayor, Andrés, y dos hermanos menores, Mauricio y David. Estudió actuación en el CEA (Centro de Educación Artística) en Televisa. A sus 11 años audiciona con su familia, consiguiendo ser la imagen de Disney Channel durante 2 años. A los 15 hace las versiones de "You are the music in me" & "I gotta go my own way" de High School Musical 2  para toda América Latina. Más adelante es parte del elenco protagónico de la primera película producida por Disney Latinoamérica High School Musical: el desafío, los siguientes 2 años conduce Disney planet en donde viaja y presenta todo lo nuevo de Disney para el mundo, a los meses entra a Zapping Zone como conductora titular, en su primer año inician la serie Highway: rodando la aventura en donde es una de las protagonistas femeninas. La música de Highway la lleva a una gira por varios países de Latinoamérica con Jonas Brothers, Demi Lovato, Selena Gomez y el elenco de Camp Rock 2. Participa como artista invitada en varias series de Disney, conduce varias campañas de Disney, conduce Disney: in concert, Celebration durante 3 años. Le da voz a la hadita Gliss en la película de Disney, Tinkerbell: El Secreto de las Hadas. 
En marzo de 2013 nació el dueto "Pau Y Davo" junto con su hermano menor David Holguín. Y es 3 años después de preparación, que debutan con su primer sencillo "Para Estar Contigo", tema de salida y de la pareja juvenil de la telenovela de Televisa Sueño de amor.

## Carrera artística
En 2005 debutó en Disney Channel Latinoamérica junto con su familia en una serie de promocionales del canal llamada "Los Holguín García". En 2007 realizó las versiones en español de las canciones "You Are the Music in Me" y de "Gotta Go My Own Way" de la película High School Musical 2 incluidas en el soundtrack de la película. Además de haber conducido también en algunas ocasiones Zapping Zone para Latinoamérica. 
En 2008 participa en la película High School Musical: El Desafío primera película hecha por Walt Disney Pictures para América Latina. En su papel de Paulina García pudo contribuir con Disney Channel y la eligieron para ser conductora de Zapping Zone de Disney Channel Latinoamérica. Ese mismo año, comienza a conducir Disney Planet, en el cual se transmiten noticias, entrevistas y avances de futuros lanzamientos de Disney durante toda la programación. 
A partir del 3 de marzo de 2010, se integró como conductora titular de Zapping Zone de Disney Channel Latinoamérica. Protagoniza la Serie Original de Disney Channel Latinoamérica, Highway: Rodando la Aventura. Le da voz a la Hadita Gliss en la versión española de Tinkerbell: El secreto de las hadas.
En marzo de 2013 nace el dueto "Pau Y Davo" junto con su hermano menor David Holguín. Y es 3 años después de preparación, que debutan con su primer sencillo "Para Estar Contigo", tema de salida y de la pareja juvenil de la telenovela de Televisa "Sueño de Amor" en horario estelar de la programación.

## Filmografía

### Cine
| Año  | Título                           | Personaje | Notas |
| ---- | -------------------------------- | --------- | ----- |
| 2008 | High School Musical: El Desafío  | Paulina   |       |
| 2012 | Tinker Bell: Secret of the Wings | Gliss     | Voz   |

### Televisión
| Año         | Título                       | Personaje  | Episodios / Notas                                                                              |
| ----------- | ---------------------------- | ---------- | ---------------------------------------------------------------------------------------------- |
| 2007        | Pass the Plate               | Ella misma | Episodio: "Mangos", con su hermano David Holguín                                               |
| 2008 - 2011 | Celebratón                   | Ella misma | Especial de Año Nuevo                                                                          |
| 2008 - 2010 | Disney Planet                | Conductora | Programa donde se transmiten noticias, entrevistas y avances de futuros lanzamientos de Disney |
| 2010 - 2012 | Zapping Zone                 | Conductora | En 2007 conductora invitada                                                                    |
| 2010        | Highway: Rodando la Aventura | Paulina    | Serie de formato corto                                                                         |
| 2011        | Cuando toca la campana       | Samantha   | Episodio: "La Nueva Chica"                                                                     |
| 2012        | Peter Punk                   |            | 1 episodio                                                                                     |

## Discografía

### Bandas sonoras
| Título                       | Detalles del álbum                                                                                 |
| ---------------------------- | -------------------------------------------------------------------------------------------------- |
| Highway: Rodando la Aventura | - Lanzamiento: 16 de noviembre de 2010 - Formato: CD, descarga digital - Discográfica: Walt Disney |

### Sencillos
| Título                                                                        | Año  | Álbum                        |
| ----------------------------------------------------------------------------- | ---- | ---------------------------- |
| "Para Estar Contigo"                                                          | 2016 | Pau y Davo                   |
| "Así Me Gustas"                                                               | 2017 | Pau y Davo                   |
| "Por mi Camino Iré"                                                           | 2007 | High School Musical 2        |
| "Eres la Música en Mi" (con Roger González)                                   | 2007 | High School Musical 2        |
| "Amigas Por Siempre" (con Valeria Baroni, María Clara Alonso, Vanessa Andreu) | 2010 | Highway: Rodando la Aventura |
| "Cielo"                                                                       | 2010 | Highway: Rodando la Aventura |
| "Confiar" (con Valeria Baroni, Dani Martins, Roger González)                  | 2011 | Celebratón in Concert        |

### Vídeos musical
| Canción                                                                       | Año  | Director     |
| ----------------------------------------------------------------------------- | ---- | ------------ |
| "Por mi Camino Iré"                                                           | 2007 | Desconocido  |
| "Eres la Música en Mi" (con Roger González)                                   | 2007 | Desconocido  |
| "Amigas Por Siempre" (con Valeria Baroni, María Clara Alonso, Vanessa Andreu) | 2010 | Diego Suárez |

## Tours
| Año  | Número de conciertos | Título       | Acto principal                                                |
| ---- | -------------------- | ------------ | ------------------------------------------------------------- |
| 2010 | 3                    | Highway Tour | Jonas Brothers Live in Concert World Tour 2010                |
| 2011 | 1                    | Highway Tour | A Year Without Rain Tour de la banda Selena Gomez & the Scene |